# Ironman Tallinn
Der Ironman Tallinn ist eine erstmals im August 2018 in der Hauptstadt Estlands Tallinn über die Ironman-Distanz (3,86 km Schwimmen, 180,2 km Radfahren und 42,195 km Laufen) ausgetragene Triathlon-Sportveranstaltung.

## Organisation

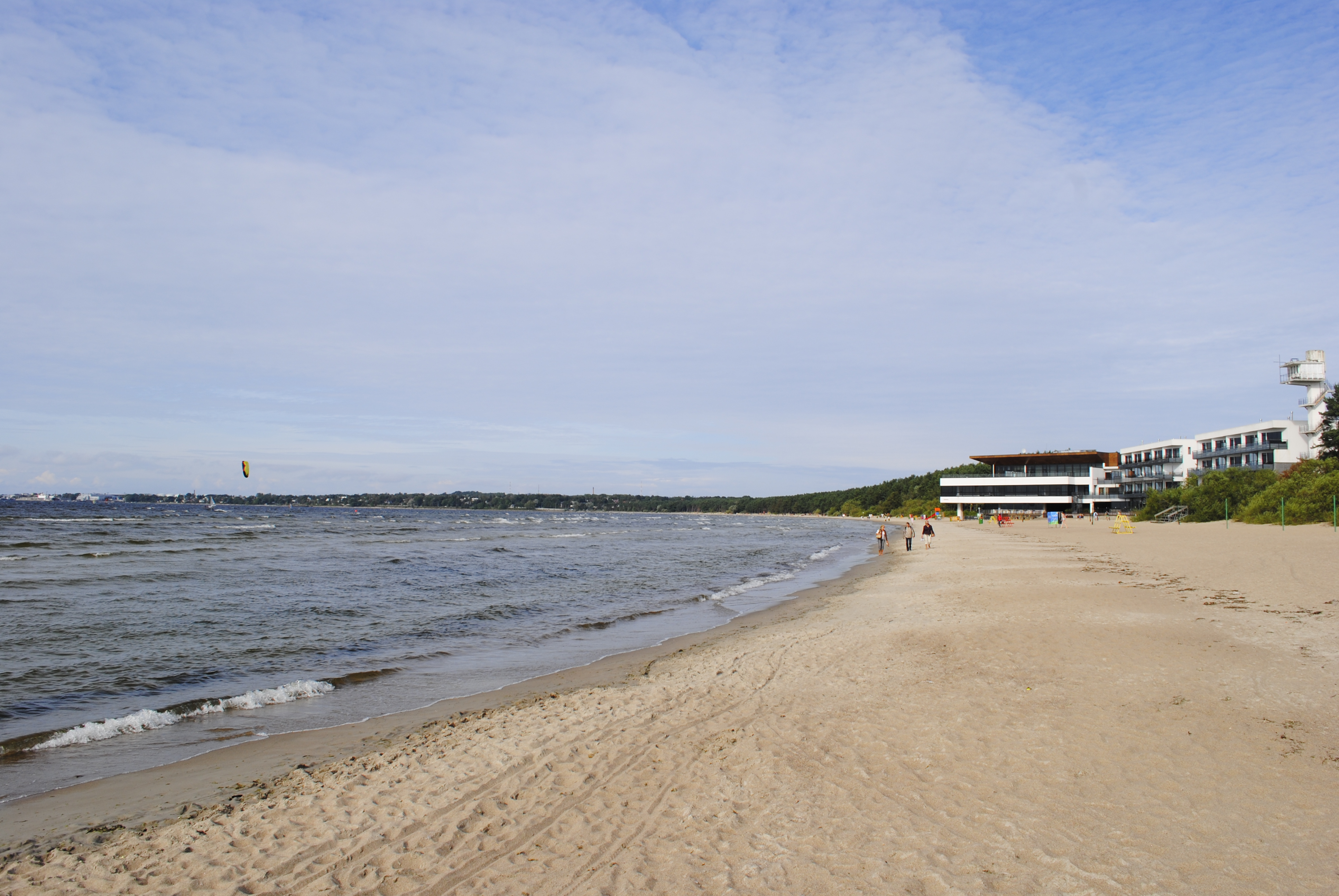
Der Strand in Pirita im Nordosten an der Tallinner Bucht

Der Ironman Tallinn ist Teil der Ironman-Weltserie der World Triathlon Corporation (WTC), einem Tochterunternehmen der chinesischen Wanda-Group.
Amateure haben hier in Tallinn die Möglichkeit, sich für den Erwerb eines Startplatzes beim Ironman Hawaii zu qualifizieren, wozu 40 Qualifikationsplätze zur Verfügung stehen. Profi-Triathleten, die hier um die 40.000 US-Dollar Preisgeld kämpfen, können sich für den mit insgesamt 650.000 US-Dollar ausgeschriebenen Wettkampf in Hawaii über das Kona Pro Ranking System (KPR) qualifizieren. 
In Estland erhalten Sieger und Siegerin je 2000 Punkte, weitere Platzierte eine entsprechend reduzierte Punktzahl.

Zum Vergleich: Der Sieger auf Hawaii erhält 8000 Punkte, die Sieger in Frankfurt, Texas, Florianópolis, Cairns und Port Elizabeth jeweils 4000, bei den übrigen Ironman-Rennen entweder 1000 oder 2000 Punkte.
Bei der Erstaustragung des Ironman Tallinn war im August 2018 nur ein Profifeld der Männer am Start und der Schweizer Philipp Koutny konnte das Rennen gewinnen.
Die ursprünglich für die am 1. August 2020 geplante dritte Austragung des Rennens wurde im Rahmen der Ausbreitung der Coronavirus-Pandemie auf den 5. September verschoben und musste schließlich aber abgesagt werden.

## Siegerliste
| N ° | Datum/Jahr      | Männer             | Männer           | Männer                | Frauen               | Frauen              | Frauen             |
| N ° | Datum/Jahr      | Erster Platz       | Zweiter Platz    | Dritter Platz         | Erster Platz         | Zweiter Platz       | Dritter Platz      |
| --- | --------------- | ------------------ | ---------------- | --------------------- | -------------------- | ------------------- | ------------------ |
| 7   | 23. Aug. 2025   |                    |                  |                       |                      |                     |                    |
| 6   | 24. Aug. 2024   | Magnus Vestergaard | Santeri Hänninen | Daniel Kivilohkare    | Sophia Trenz         | Olga Kowalska       | Relika Toome       |
| 5   | 5. Aug. 2023    | Villu Vakra        | Jaak Kimmel      | German Alcala Ordonez | Lisa Hermansson      | Zoe Smith           | Riin Buddell       |
| 4   | 6. Aug. 2022    | Michal Holub       | Jaak Kimmel      | Norman Banick         | Elizabeth Brooke -2- | Tanja Vinther-Bjerg | Liisi Alamaa       |
| 3   | 7. Aug. 2021    | Tom Hohenadl       | Matthew Brooke   | James Ellis           | Elizabeth Duncombe   | Valentina Kukrus    | Josie Rawes        |
|     | 2020 (abgesagt) |                    |                  |                       |                      |                     |                    |
| 2   | 3. Aug. 2019    | Mikal Iden         | Rauno Pikkor     | Mihai Vigariu         | Corinne Abraham SR   | Kristin Liepold     | Kimberley Morrison |
| 1   | 4. Aug. 2018    | Philipp Koutny SR  | Marc Dülsen      | Marko Albert          | Evgenia Boulmeti     | Iina Lumiaho        | Maria Kasurinen    |